# ستيفن فوكس
ستيفن فوكس (بالإنجليزية: Steven Fox)‏ هو ملحن أمريكي، ولد في 13 يونيو 1978 في نيويورك في الولايات المتحدة.

## وصلات خارجية
- ستيفن فوكس على موقع ميوزك برينز (الإنجليزية)